# Camabatela
Camabatela är en ort i Angola.   Den ligger i provinsen Cuanza Norte, i den nordvästra delen av landet, 250 kilometer öster om huvudstaden Luanda. Camabatela ligger 1 237 meter över havet och antalet invånare är 12 837.
Terrängen runt Camabatela är huvudsakligen platt, men åt sydväst är den kuperad. Det finns inga andra samhällen i närheten.
I omgivningarna runt Camabatela växer huvudsakligen savannskog. Runt Camabatela är det ganska glesbefolkat, med 23 invånare per kvadratkilometer.